# Plauto
Tito Mácio Plauto (em latim Titus Maccius Plautus; Sarsina, cerca de 230 a.C. – 180 a.C.) foi um dramaturgo romano, que viveu durante o período republicano. As 21 peças suas que se preservaram até os dias atuais datam do período entre os anos de 205 a.C. e 184 a.C. Suas comédias estão entre as obras mais antigas em latim preservadas integralmente até os dias de hoje, são quase todas adaptações de modelos gregos para o público romano, tal como ocorria na mitologia e na arquitetura romanas. Seus trabalhos foram também fonte de inspiração para muitos renomados escritores, tais como Shakespeare, Molière e outros. Não era filósofo, nem moralista, nem psicólogo, mas criou tipos que são imitados por literatos de sua época e da atualidade.

## Biografia
Pouco se sabe da juventude de Tito Mácio Plauto. Acredita-se que nasceu em Sarsina, cidade localizada na Úmbria, região central da península Itálica, por volta de 254 a.C.. Teria trabalhado como cenógrafo ou carpinteiro para o teatro, e deste trabalho provavelmente teria se originado sua paixão pela arte. Seu talento para a atuação foi, eventualmente, descoberto, e adotou os nomes de "Mácio" (em latim Maccius, um tradicional personagem, similar a um palhaço, comum nas farsas populares) e "Plauto" (um termo que pode significar "pé-chato" ou "orelha-chata", à maneira das orelhas de um cão de caça.). A tradição diz que teria juntado dinheiro suficiente para entrar na indústria náutica, porém sua empreitada teria sido mal-sucedida, e foi obrigado a realizar trabalhos braçais, estudando a dramaturgia grega - especialmente a Comédia Nova, de Menandro - em suas horas livres. Seus estudos lhe permitiram produzir suas próprias peças, que acabaram sendo publicadas entre 205 e 184 a.C.. Plauto conseguiu tamanha popularidade que o seu nome chegou a representar um sinônimo de êxito teatral.
As comédias de Plauto são, em sua maioria, adaptações de modelos gregos para um público romano, e frequentemente foram baseadas diretamente nas obras dos dramaturgos gregos, que eram retrabalhadas para assumir um "sabor" que agradasse melhor as platéias romanas. São algumas das primeiras obras a sobreviverem em sua integridade na literatura latina.

## Contexto histórico
O contexto histórico no qual Plauto escreveu pode ser visto, até certo ponto, em seus comentários sobre eventos e pessoas contemporâneas suas. Plauto foi um dramaturgo popular numa época em que o teatro romano ainda estava em sua infância, e era muito pouco desenvolvido. Paralelamente, a República Romana cada vez mais ampliava seu poder e influência no mundo Mediterrâneo.

### Plauto e a religião
Plauto foi por vezes acusado de pregar a indiferença pública e até mesmo de ridicularizar os deuses. Quase todo personagem de suas peças pode ser comparado a um deus; e seja para elogiar ou ridicularizar o personagem, estas referências eram tidas como ofensivas aos deuses. Entre elas está um personagem que compara uma mulher a um deus, ou que diz que preferia ser amado por uma mulher que pelos deuses. Pirgopolinice, do Soldado Glorioso, ao reclamar sobre sua longa vida, afirma que é apenas um dia mais novo que Júpiter. Em Pseudolus, Júpiter é comparado a Ballio, o cafetão. Não é incomum, também, que o próprio personagem ridicularize os deuses, como ocorre nas peças Poenulus e Rudens. Os personagens que o fazem, no entanto, quase sempre são pertencentes às classes mais baixas da sociedade, como os próprios proxenetas. Plauto talvez tenha feito isso intencionalmente, de maneira a desmoralizá-lo. Os soldados frequentemente trazem o ridículo aos deuses. Jovens, quase sempre representando as classes sociais mais altas, também menosprezam os deuses nos comentários que fazem nas peças. Proxenetas, cortesãs e parasitas também louvam os deuses sem qualquer cerimônia. Em defesa de Plauto, já se afirmou que o drama tanto refletiria quanto prenunciaria uma mudança social. É bem provável que já houvesse muito ceticismo em relação aos deuses na época de Plauto, e que ele não estivesse inventando ou encorajando a irreverência em relação aos deuses, porem simplesmente refletindo ideias existentes em seu tempo. O Estado controlava as produções teatrais, e as peças de Plauto certamente teriam sido banidas, se fossem muito ousadas.
Plauto foi contemporâneo de Gneu Névio, outro dramaturgo romano do século III a.C. que escreveu tragédias e fundou as fabula praetexta, peças históricas na qual eram dramatizados eventos históricos, e que pode ter sido influência marcante em sua carreira, principalmente na escolha de assuntos e no tratamento dispensado a eles.

### Influências da Segunda Guerra Púnica e da Guerra Macedônica
A Segunda Guerra Púnica, entre a República Romana e Cartago, ocorreu de 218–202 a.C.; seu evento central foi a invasão da Itália pelo general cartaginense, Aníbal. As peças de Plauto contêm referências ocasionais ao fato do Estado estar em guerra no momento. Um bom exemplo é um trecho de verso do Miles Gloriosus ("Soldado Glorioso"), obra cuja data exata é desconhecida, mas que costuma ser classificada como pertencente à última década do século III a.C.; a passagem, destinada a incitar o público, começava com hostis tibi adesse, ou "o inimigo se aproxima de ti".
Na época o general Cipião Africano desejava confrontar Aníbal, um plano fortemente apoiado pela plebe romana.  Plauto aparentemente trabalha para a aprovação do plano pelo senado romano, empolgando sua platéia com a ideia de um inimigo próximo à cidade, e um chamado a uma manobra de contra-ataque. Plauto já foi descrito como um autor cujas comédias "tocavam persistentemente os nervos mais selvagens da audiência para o qual ele escreve".
Posteriormente, logo na sequência do conflito com Aníbal, Roma preparou-se para embarcar noutra missão militar, desta vez na Grécia. Ainda que este caminho eventualmente levasse à Segunda Guerra Macedônica, contra Filipe V da Macedônia, houve um debate considerável sobre o rumo que Roma deveria tomar neste conflito. Sob o pretexto de proteger os seus aliados, Roma estaria na realidade procurando expandir seu poder e controle para o Oriente, agora que a Segunda Guerra Púnica havia terminado. Iniciar esta nova guerra, no entanto, não era uma tarefa fácil, considerando-se que os conflitos recentes contra Cartago haviam esgotado a maioria dos romanos, e poderiam dificultar o embarque numa nova campanha. Havia um sentimento "anti-guerra", que persistiu até mesmo depois da declaração oficial da guerra. Plauto se aproveitou deste clima complexo existente entre o público romano, após a vitória na Segunda Guerra Púnica, porém vendo-se diante de um novo conflito. Por exemplo, as personagens das filhas obedientes e de seu pai parecem ser obcecadas com a ideia do officium, a obrigação que se tem de fazer o que é correto; seus discursos estão repletos de palavras como pietas and aequus, e as filhas lutam permanentemente para fazer com que o pai cumpra seu papel adequado. O parasita típico desta peça, Gelásimo, tem uma relação de patrão-cliente com esta família, e se oferece para fazer qualquer tipo de trabalho, para conseguir seu sustento; já se identificou neste tipo de personagem um reflexo das situações econômicas difíceis que a sociedade romana passava, devido aos altos custos da guerra.
Com a repetição da responsabilidade ao desespero da classe baixa, Plauto se estabeleceu firmemente ao lado do cidadão romano médio. Ao mesmo tempo que ele não faz qualquer referência à possível guerra contra os gregos ou a guerras anteriores, o que poderia ser muito perigoso, ele parece tentar passar a mensagem de que o governo deve primeiro cuidar de seu próprio povo antes de tentar outras ações militares.

## Influências gregas

### Antiga Comédia Grega
Para se compreender a Nova Comédia Grega, de Menandro, e suas semelhanças à obra de Plauto, deve-se discutir a ideia da Antiga Comédia Grega, e de sua subsequente evolução. O dramaturgo que melhor simboliza a Antiga Comédia é Aristófanes, autor da Atenas do século V a.C. que escreveu sátiras políticas, como As Vespas, Os Pássaros, e As Nuvens; estas peças estão repletas de críticas mordazes à política e à sociedade da época, principal componente da Antiga Comédia. É uma forma de arte extremamente consciente do mundo na qual funciona, e que costuma analisar da mesma maneira este mundo. O comentário político nas peças de Aristófanes é extremamente direto e franco; em As Vespas, por exemplo, os nomes dos personagens principais, Philocleon e Bdelycleon, significam "pró-Cleonte" e "anti-Cleonte", respectivamente.

### Nova Comédia Grega
A Nova Comédia Grega difere enormemente das peças de Aristófanes; a principal destas diferenças é que ela é desprovida de qualquer conteúdo sério sócio-político ou intelectual, e pode retratar qualquer tipo de cenário político e social sem correr o risco de ofender alguém. O risco tomado por Aristófanes está visivelmente ausente das peças da Nova Comédia, de Menandro. Em vez disso, há um foco muito maior no lar e na unidade familiar—algo que os romanos, incluindo Plauto, podiam compreender mais facilmente e adotar para si próprios mais tarde em sua história.

### Semelhanças entre a Nova Comédia Grega e Plauto
Ao contrário de Aristófanes, Plauto evitava abordar atualidades políticas em suas comédias. Um dos principais temas desta Comédia Nova Grega é a relação entre pai e filho. Por exemplo, na peça Dis Exapaton, de Menandro, há um foco na traição entre grupos de diversas faixas etárias e seus amigos. A relação entre pai é filho é muito forte, e o filho permanece leal a ele. A relação é sempre um foco, ainda que não seja o foco de todas as ações executadas pelos personagens principais. Na obra de Plauto, por outro lado, o foco ainda é na relação entre pai e filho, porém podemos ver a traição entre os dois homens que não era vista em Menandro. Há um foco na conduta apropriada entre pai e filho que era tão importante na sociedade romana da época de Plauto.
Esta acaba se tornando a principal diferença e, paradoxalmente, semelhança, entre Menandro e Plauto. Ambos abordam situações que tendem a se desenvolver no seio da família; ambos, através de suas peças, refletem uma sociedade patriarcal, na qual a relação entre pai e filho é essencial para o funcionamento apropriado, bem como o desenvolvimento do lar. Não mais se trata de uma declaração política, como na Comédia Antiga, porém uma declaração sobre as relações familiares, e o comportamento apropriado entre um pai e seu filho. As atitudes, no entanto, a respeito destas duas relações parecem ser muito diferentes - um reflexo de quão diferentes eram os mundos de Menandro e Plauto.

### Farsa
Existem diferenças não apenas em como a relação pai-filho é apresentada, porém também na maneira com que Menandro e Plauto escrevem a sua poesia. Certos aspectos das peças de Plauto, por exemplo, fazem com que pareçam menos "críveis" que as peças de Menandro, acentuando seu lado farsesco; estes aspectos já foram identificados como responsáveis por causar um certo estranhamento na poesia de Plauto, que resulta na incredulidade e na recusa da platéia em simpatizar com os personagens. Outros estudiosos já viram isto com um reflexo da ideia de que os romanos seriam menos inclinados a satisfazer as sensibilidades artísticas de suas platéias, e mais propensos a saciar sua sede de entretenimento puro.

### Prólogos
A comparação entre a poesia de Menandro e Plauto pode ser ilustrada a partir de seus prólogos. Embora os prólogos dos dois autores introduzam peças cujas tramas são de tipos essencialmente diferentes, são quase idênticas em forma. Estilisticamente, os prólogos plautinos possuem uma verbosidade que já foi muito discutida, e que costuma ser creditada à necessdade do dramaturgo romano de conquistar sua platéia. Nas obras dos dois autores, no entanto, os trocadilhos são essenciais à comédia; onde Plauto é mais verborrágico, faltava-lhe comédia física - que ele procurava compensar com palavras, aliterações e paranomásia. Plauto tornou-se mesmo célebre por sua devoção aos trocadilhos e brincadeiras com palavras; na peça Soldado Glorioso, por exemplo, o nome da concubina, Philocomasium, pode ser traduzido como "amante de uma boa festa".

### Personagens
Os personagens de Plauto - muitos dos quais parecem aparecem repetidamente em diversas de suas peças - também parecem ter vindo dos textos gregos, embora também tenham recebido algumas inovações. A própria adaptação destas peças impossibilitaria a utilização de tipos diferentes de personagens, pela onipresença de tipos como escravos, concubinas, soldados e velhos. Ao trabalhar com personagens já existentes, injetando neles sua própria criatividade, Plauto modificou as caracterizações e, desta maneira, toda a ênfase das peças.

#### O escravo esperto
Um dos maiores exemplos deste método é o escravo plautino, um tipo que desempenha um papel essencial num bom número de obras de Plauto. O "escravo esperto", em particular, é um personagem muito forte; ele não apenas fornece exposição e humor, mas também leva adiante a trama nas peças. Plauto teria pego o personagem típico do escravo, da Comédia Nova Grega, e o alterou para seus próprios propósitos, transformando em mais que apenas uma artifício cômico, com o propósito adicional de exposição. Este arquétipo do escravo teve papel extremamente importante na obra de Plauto (em seus monólogos introdutórios, por exemplo). No entanto, como Plauto criou situações de humor em escravos que enganavam seus mestres ou que se comparavam a grandes heróis, acabou levando o personagem a um nível superior, criando algo realmente distinto.

### Compreensão do idioma grego pelo público de Plauto
Dos cerca de 270 nomes próprios existentes nas peças de Plauto que sobreviveram até hoje, 250 são gregos. Estes nomes provavelmente seriam responsáveis por algum efeito cômico na platéia, devido à sua compreensão básica de alguns termos do idioma grego. Esta compreensão da língua poderia ter vindo das experiências tidas por soldados romanos durante as guerras púnicas, quando muitos romanos tiveram contato com outros idiomas e até mesmo frequentaram teatros em outras regiões do mar Mediterrâneo. Um público com um conhecimento do grego, seja ele limitado ou extensivo, permitiu a Plauto mais liberdade no uso de referências e palavras gregas. Da mesma maneira, o uso de muitas referências gregas, bem como estas demonstrações de que suas peças eram, originalmente, gregas, pode ter representado uma tentativa consciente de Plauto de ensinar a literatura, a mitologia, a arte e a filosofia gregas; ele estaria, de certa maneira, ensinando algo da natureza das palavras gregas para pessoas que, como ele, haviam tomado contato recente com o idioma estrangeiro, e todas as suas riquezas.
Na época de Plauto, Roma estava em plena expansão e devia muito de seu sucesso à influência grega. Plauto utilizou-se da comédia grega para sugerir a superioridade romana sobre o mundo grego, que era agora dependente dos romanos - cujas tramas cômicas ajudavam a explicar porque os gregos provaram-se pouco adequados ao mundo real dos séculos III e II a.C., no qual os romanos exercitaram sua maestria.

### Contaminatio
Uma ideia cujo reconhecimento parece importante é o da contaminatio, que se refere à mistura de elementos de duas ou mais peças originais. Plauto, ao que parece, estava razoavelmente aberto a este método de adaptação, e diversas de suas obras parecem ter sido costuradas a partir de diferentes histórias. Um excelente exemplo é Bacchides e sua suposta antecessora grega, Dis Exapaton, de Menandro. O título original grego pode ser traduzido como "O Homem que Engana Duas Vezes", enquanto a versão de Plauto cita três trapaças. O professor Victor Castellani, da Universidade de Denver, comentou:

"O ataque de Plauto no gênero cujo material ele copiava ocorria, como já comentado anteriormente, em quatro frentes. Ele desconstruiu diversas das tramas ricamente construídas das peças gregas; reduziu algumas, exagerou outros dos personagens talentosamente desenhados de Menandro e de seus contemporâneos e seguidores, transformando-os em caricaturas; substituiu ou sobrepôs ao humor elegante de seus modelos suas parvoíces mais vigorosas ou simplesmente mais ridículas, nas declarações, e até mesmo na linguagem utilizada."
 
Ao explorar ideias a respeito da lealdade romana, da falsidade grega, e das diferenças entre as etnias, "Plauto, de certa maneira, ultrapassou seus modelos." Ele não estava satisfeito em se basear apenas numa adaptação leal que, embora divertida, não era algo novo ou desafiador para Roma; Plauto se aproveitou do que encontrou porém se empenhou em expandir, subtrair, e modificá-lo. Neste ponto, ele parece ter seguido o mesmo caminho que Horácio - embora este tenha vivido muito tempo depois - ao colocar ideias romanas em formas gregas. Plauto não apenas imitou os gregos, mas na realidade os distorceu, retalhou, transformando suas peças em algo genuinamente romano. Em essência, sua obra consiste do teatro grego colonizado por Roma e seus dramaturgos.

## Dramaturgia
Na Grécia Antiga, durante o período da Comédia Nova, da qual Plauto extraiu tanto de sua inspiração, existiam teatros permanentes que se adequavam não só ao público, mas também aos atores. Os maiores dramaturgos de seu período tinham instalações de qualidade onde podiam apresentar suas obras e, de modo geral, sempre havia apoio do público para manter os teatros em funcionamento, e com grande sucesso. Este, no entanto, não era o que ocorria em Roma durante o período republicano, durante o qual Plauto escreveu suas peças. Embora existisse público para o teatro e as pessoas tivessem o hábito de apreciar tanto tragédias quanto comédias, existia uma célebre falta de apoio governamental. Não existiu, por exemplo, qualquer teatro permanente em Roma até que Pompeu inaugurasse um, em 55 a.C., no Campo de Marte. A falta de um local permanente foi uma peça crucial para o teatro romano e para a dramaturgia de Plauto.
Esta não-existência de teatros permanentes em Roma vem intrigando os estudiosos contemporâneos do drama romano. Em sua introdução ao livro Miles Gloriosus, Hammond, Mack e Moskalew afirmam que "os romanos estavam acostumados com os teatros de pedra dos gregos, porém, como acreditavam que o drama tinha uma influência desmoralizante, tinham uma forte aversão à construção de teatros permanentes." Esta preocupação parece verdadeira, quando se considera o assunto principal das peças de Plauto: o irreal se transforma em realidade, em suas obras. Para o professor Timothy J. Moore, da Universidade do Texas em Austin, "todas as distinções entre a peça, a produção e a 'vida real' foram eliminadas [na peça Curculio, de Plauto]." Um local onde as normas sociais eram derrubadas era inerentemente suspeito. A aristocracia tinha medo do poder do teatro; e era apenas através de sua boa vontade e de seus recursos ilimitados que um palco temporário poderia ser construído durante determinados festivais.

### Importância dos jogos
A dramaturgia romana, mais especificamente a comédia de Plauto, era encenada no palco durante os jogos, jogos atléticos realizados durante festivais religiosos. Em sua discussão sobre a importância dos Jogos Megalenses no teatro romano arcaico, John Arthur Hanson afirma que este festival particularmente "continha mais dias de representações dramáticas do que qualquer outros festivais regulares, e foi em associação com estes jogos que as evidências literárias mais definitivas e seguras sobre o local dos jogos cênicos chegou até nós." Pelo fato dos jogos serem de natureza religiosa, era apropriado aos romanos construir este palco temporário próximo ao templo da divindade que estava sendo homenageada com os jogos. O professor Sander M. Goldberg, da Universidade da Califórnia em Los Angeles (UCLA), nota que os jogos geralmente eram realizados até mesmo dentro do recinto do templo do deus homenageado.
Timothy J. Moore, da Universidade de Washington em St. Louis, aponta que "os assentos nos teatros temporários nos quais as peças de Plauto foram inicialmente encenadas não eram suficientes para todos que queriam vê-las, e o critério primordial para determinar quem deveria sentar ou não era o status social." Isto não significa que membros das classes sociais mais baixas não assistiam as peças, mas sim que provavelmente eram obrigados a assisti-las em pé. As peças eram encenadas em público, para o público, com os membros mais proeminentes da sociedade nas primeiras filas.
Os palcos de madeira no qual as peças de Plauto surgiram eram estreitos e compridos, com três aberturas no fundo. Estes palcos eram significativamente menores que qualquer estrutura grega familiar aos estudiosos modernos. Como o teatro não era uma prioridade durante a época de Plauto, estas estruturas eram feitas para serem erguidas e desmontadas no mesmo dia, especialmente pelo risco de incêndios que ofereciam.

### Geografia do palco
Frequentemente a disposição geográfica do palco e da peça estavam alinhados com a geografia da cidade, para que a audiência estivesse bem orientada com relação ao local onde se passava a peça. Moore afirma que "as referências a locais romanos devem ter sido estarrecedoras, pois elas não eram apenas referências a coisas romanas, mas os lembretes mais ostensivos possíveis de que a produção ocorria na cidade de Roma. Plauto, portanto, parece ter coreografado suas peças de uma maneira um tanto realista, fazendo assim com que seus personagens saíssem ou entrassem no palco a partir das regiões apropriadas para seus status social.
Dois acadêmicos, Vincent J. Rosivach, da Universidade de Fairfield, e Nancy E. Andrews, da Universidade do Estado de Ohio e da Universidade Bryn Mawr, fizeram observações curiosas sobre as encenações de Plauto: Rosivach escreveu a respeito da identificação dos lados do palco com o status social e a geografia; para ele, por exemplo, "a casa do medicus localizava-se fora do palco, à direita. Era, portanto, no fórum ou em sua vizinhança que esperava-se encontrar um medicus." Além disso, ele comenta que os personagens que se opunham um ao outro sempre saíam por direções opostas. Já Andrews discute a semântica especial de Plauto, observando que os diferentes espaços do palco tinham diferentes cargas temáticas:
"A 'Casina', de Plauto, emprega estas correlações trágicas entre masculino/exterior e feminino/interior, porém as inverte para criar uma relação ainda mais complexa entre gênero teatral, gênero sexual e espaço dramático. Na peça, a luta pelo controle entre homens e mulheres... é articulada pelos esforços dos personagens de controlar o movimento no palco para dentro e fora da casa."
Andrews aponta o fato de que a disputa de poder em Casina fica evidente nas idas e vindas verbais. As palavras de ação e a maneira com que são ditas são importantes para a dramaturgia. Palavras que indicam direção ou ações, como abeo ("eu saio"), transeo ("eu vou [até]"), fores crepuerunt ("as portas rangem") ou intus ("dentro"), que apontam para a entrada ou saída de algum personagem, são corriqueiras nos diálogos das peças de Plauto. Estas frases ou verbos de movimento podem ser interpretadas como as direções de palco de Plauto, já que estas não costumavam ser indicadas no teatro da época. Frequentemente, no entanto, nestes intercâmbios de personagens, surge a necessidade de se avançar para o ato seguinte; Plauto então utiliza o que é conhecido como "monólogo de cobertura" (cover monologue). Segundo Goldberg, estes monólogos "marcam a passagem do tempo menos pela sua duração do que por se dirigirem direta e imediatamente à platéia, e por mudarem dos [versos] senarii utilizados no diálogo para os septenarii jâmbicos. Esta mudança resultante no clima da peça distrai e distorce nossa sensação de passagem de tempo."

## Peças
- Stichus - 200 a. C. (Trad. "Estico")
- Cristellaria - 199 a. C.
- Persa - 197 a. C. (Trad. "Persa")
- Miles Gloriosus - 197 a. C. (Trad. "O Soldado Fanfarrão")
- Mostelaria - 197 a. C.
- Aulularia 195 a. C. (Trad. "A Comédia da Marmita")
- Menaechmi - 195 a. C. (Trad. "Os Menecmos")
- Mercator - 195 a. C.
- Epidicus - 195 a. C. (Trad. "Epídico")
- Amphitryon ou Amphitruo - 194 a. C. (Trad. "Anfitrião")
- Captivi - 194 a. C. (Trad. "Os Cativos"; "Os Prisioneiros")
- Asinaria - 194 a. C. (Trad. "A Comédia dos Burros")
- Curculio - 193 a. C. (Trad. "O Gorgulho"; "Caruncho")
- Trinummus - 192 a. C.
- Rudens - 192 a. C. (Trad. "O Cabo")
- Bacchides - 189 a. C. (Trad. "As Bacanas"; "As Duas Báquides")
- Poenulus - 189 a. C.
- Truculentus - 189 a. C.
- Pseudolus - 181 a. C.
- Casina - 180 a. C.
- Vidularia - data incerta. Só restaram fragmentos dessa obra.